# Iglesia de San Nicolás (Ruská Bystrá)
La Iglesia de San Nicolás de Ruská Bystrá es una iglesia católica griega situada en la localidad de Ruská Bystrá en Eslovaquia

## Historia
La iglesia se construyó en madera en 1730 por los feligreses. El 7 de julio de 2008, la iglesia junto con otros siete monumentos fue declarada Patrimonio de la Humanidad por la UNESCO bajo el nombre de Iglesias de madera de la parte eslovaca de los Cárpatos.